# 圣让昂瓦勒
圣让昂瓦勒（法語：Saint-Jean-en-Val，法語發音：[sɛ̃ ʒɑ̃ ɑ̃ val]，意为“谷地的圣让”）是法国多姆山省的一个市镇，属于伊苏瓦尔区。

## 地理
圣让昂瓦勒（45°31'23"N, 3°21'22"E）面积12.09 平方千米，位于法国奥弗涅-罗讷-阿尔卑斯大区多姆山省，该省份为法国中南部省份，北起阿列省接壤，东临卢瓦尔省，南至上盧瓦爾省和康塔爾省，西接科雷兹省和克勒兹省。
与圣让昂瓦勒接壤的市镇（或旧市镇、城区）包括：邦萨、圣艾蒂安叙于松、圣雷米德沙尔尼亚、索克西朗日、于松。

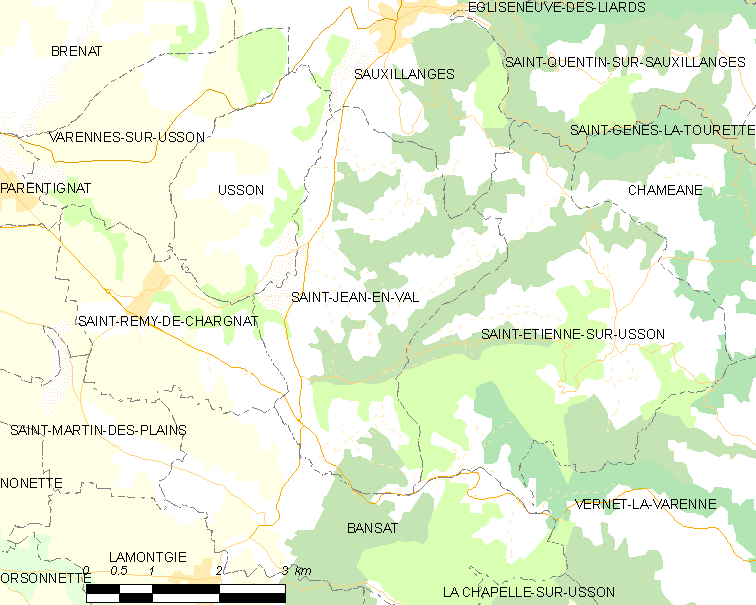
圣让昂瓦勒的OSM定位图

圣让昂瓦勒的时区为UTC+01:00、UTC+02:00（夏令时）。

## 行政
圣让昂瓦勒的邮政编码为63490，INSEE市镇编码为63366。

## 政治
圣让昂瓦勒所属的省级选区为布拉萨克莱米讷县。

## 人口

1962-2008年间圣让昂瓦勒人口变化图示

圣让昂瓦勒于2022年1月1日时的人口数量为352人。